# Nakagawa Kawamata
Nakagawa Kawamata es un personaje ficticio dentro de la serie de películas de The Grudge, es la madre de Kayako, una exorcista que forzaba a su hija a tragarse los espíritus malignos que sacaba de las personas. Solamente aparece en The Grudge 2, la segunda parte del remake de la cinta japonesa Ju-on: The Grudge y nunca se le mencionó en Ju-on: The Grudge ni en Ju-on: The Grudge 2.
Cuando Aubrey Davis (Amber Tamblyn) fue a visitarla para preguntarle si sabía como destruir la maldición de Kayako, le contó que su hermana Karen Davis (Sarah Michelle Gellar) intentó quemar la casa, pero Nakagawa le dijo que a Kayako la asesinó su marido porque era tonta y que aunque intenten quemar la casa, no se destruiría la maldición, sino que al contrario, la maldición empeoraría y los que entraran a la casa llevarían la maldición a cualquier lado en donde vayan. En ese momento, le dijo a Aubrey que ella la había traído a su casa y se cortó la luz, Kayako aparece y asesina a su propia madre. En cuando volvió la luz, Aubrey vio a Nakagawa tirada en el suelo, y muerta.